# الإضراب العام في فلسطين (1946)
الإضراب العام في فلسطين عام 1946 كان إضرابًا عامًا في فلسطين الانتدابية، التي كانت آنذاك تحت الحكم البريطاني، في أبريل 1946.

## يضرب
في 9 أبريل 1946، خرج 500 عامل بريد في تل أبيب ويافا في إضراب. وانضم إلى العمال المضربين عمال آخرون في البريد في أماكن أخرى من فلسطين في اليوم التالي، وفي وقت لاحق من ذلك الأسبوع، انضم إليهم عمال السكك الحديدية، وكان ذلك أول إضراب عام في مجال السكك الحديدية والبريد في تاريخ فلسطين تحت الانتداب. كما انضم موظفون مدنيون آخرون في فلسطين إلى الإضراب، ليصل إجمالي المشاركين إلى 23 ألف عامل. حاول المسؤولون الاستعماريون استخدام الجنود ليحلوا محل العمال المضربين.
التقى السكرتير الرئيسي للانتداب جون فالنتاين ويستار شو مع قادة الإضراب لأول مرة في 18 أبريل. انتهى الإضراب في 24 أبريل، مع التوصل إلى اتفاق لرفع أجور الموظفين الصغار ومنح مكافأة حرب للعمال.

## ردود الفعل
وقد حظيت الإضرابات بدعم واسع النطاق من الشيوعيين في فلسطين الانتدابية. ونشرت صحيفتا "كول هعام" و"الاتحاد" مقالات تحث على الإضراب. وفي مقال كتبه في مجلة "الاستئناف الاشتراكي"، زعم التروتسكي توني كليف أن الإضراب دحض "الخرافة التي تحاول الإمبريالية والصهيونية والقيادة العربية الرجعية تعزيزها بأن وحدة الجماهير العربية واليهودية أمر مستحيل".
حظي الإضراب بدعم دولي من الجمعية الدولية لموظفي السكك الحديدية والاتحاد العالمي للنقابات العمالية.
وصف يهوذا ليون ماغنيس الإضراب بأنه "وحدة وتضامن كاملين بين آلاف الموظفين الحكوميين العرب واليهود المضربين"، قائلاً إنه "ليس سوى مثال واحد على ما يمكن أن يحدث إذا كانت السياسة الصادقة المعلنة للحكومة هي التعاون العربي اليهودي". في منتصف مايو 1946، وفي حديثه في مجلس اللوردات البريطاني، جادل إدوارد جريج، البارون الأول ألتينشام، بأن بريطانيا بحاجة إلى "الاهتمام بالتحذير الذي أطلقه" الإضراب، قائلاً إنه "الشيء الوحيد الذي وحد البريطانيين والعرب واليهود تمامًا، الذين عملوا معًا دون أي صعوبة لإثبات حقوقهم في هذا الصدد".